# Marcjan Morawiec
Marcjan Morawiec herbu Ogończyk (zm. 1652) – sędzia lwowski w latach 1640–1651, podsędek lwowski w latach 1618–1640, miecznik lwowski w latach 1617–1618, podstarości lwowski w latach 1614–1617, komornik graniczny lwowski w latach 1606–1614.

## Życiorys
Był uczestnikiem popisu pospolitego ruszenia ziemi lwowskiej i powiatu żydaczowskiego w 1621 roku. Poseł na sejm 1624 roku z województwa ruskiego. Sędzia kapturowy województwa ruskiego w 1648 roku. Sędzia kapturowy ziemi lwowskiej w 1632 roku.